# Монтереале
Монтереа̀ле (на италиански: Montereale) е малко градче и община в Южна Италия, провинция Акуила, регион Абруцо. Разположено е на 948 m надморска височина. Населението на общината е 2867 души (към 2010 г.).